# Östra Falmark
Östra Falmark is een plaats in de gemeente Skellefteå in het landschap Västerbotten en de provincie Västerbottens län in Zweden. De plaats heeft 92 inwoners (2005) en een oppervlakte van 31 hectare. De plaats ligt aan het meer Falmarksträsket.